# Diplôme d'études supérieures spécialisées
Pour le diplôme québécois, voir Diplôme d'études supérieures spécialisées (Québec).
Cet article possède des paronymes, voir Diplôme d'études spécialisées et Diplôme d'études supérieures.
Pour les articles homonymes, voir Diplôme d'études.
Le diplôme d'études supérieures spécialisées (DESS) est un diplôme d'études supérieures délivré anciennement par les universités françaises, belges et suisses. Il a disparu en Europe durant les années 2010 avec la réforme BMD. En France, il est l'équivalent actuel d'un parcours professionnalisant du diplôme national de master, appelé « master professionnel » jusqu'en 2014.

## Belgique
Avant la réforme de Bologne, les universités belges délivraient un diplôme d'études spécialisées (DES, de troisième cycle) et les hautes écoles belges un diplôme d'études supérieures spécialisées (DESS, de deuxième cycle). Il s'agissait de formations d'une durée d'un ou deux ans (à l'exception des formations médicales) qui suivaient le diplôme de Licence et préparaient à l'exercice d'un métier. Le DES était ainsi l'équivalent professionalisant du diplôme d'études approfondies (DEA) qui préparait à la recherche scientifique.
Dès septembre 2004, le DES fut remplacé par la finalité spécialisée des diplômes de Master universitaires. Les hautes écoles possédant une autorisation dérogatoire pour offrir des formations de second cycle n'octroient pas de finalité dans leurs diplômes de master et ne démontrent donc pas d'équivalent à leurs anciens diplômes de DESS.

## France
En France, le diplôme d’études supérieures spécialisées (DESS) était un diplôme de l’enseignement supérieur, de niveau bac+5 (IIIe cycle), institué par un arrêté du 16 avril 1974. Une procédure d'habilitation autorisait, pour une durée de quatre ans, un certain nombre d'établissements d'enseignement supérieur à le délivrer. La formation dure une année après le diplôme de maîtrise (IIe cycle), et s'apparente au diplôme de master des pays anglo-saxons. Le DESS a une finalité professionnelle orientée vers le monde de l'entreprise, équivalent à une 2e année de master.
Depuis la réforme Licence-Master-Doctorat (2003-2006) et l'harmonisation européenne des grades universitaires, les diplômes de DESS, DEST et DEA ont été remplacés par le diplôme de master, également de niveau bac+5. Dans les faits, le DESS est remplacé par le Master 2 Professionnel tandis que le DEA est remplacé par le Master 2 Recherche, dont la distinction est abrogée en 2014, les titulaires d'un DESS peuvent se prévaloir de plein droit du grade de master.

## Suisse
En Suisse avant 2005, le DEA et le DESS, qui durent 1 à 2 ans, sont les deuxièmes degrés universitaires et sont les équivalents du master des pays anglo-saxons. Ces diplômes sont remplacés par le master à la suite du processus de Bologne.